# Carlos Dalcin
Carlos Henrique Dalcin (Carazinho, 10 novembre 1992) è un giocatore di calcio a 5 brasiliano naturalizzato italiano, portiere della Feldi Eboli.

## Carriera

### Club
Dalcin si trasferisce in Italia non ancora maggiorenne per raggiungere il fratello Márcio che giocava nel Cadoneghe. Dopo il debutto nella Serie A2 2008-09 con lo Sporting Marca, la stagione seguente viene tesserato dalla Marca che, nell'estate del 2010, lo cede in Serie A2 al Gruppo Fassina per fare esperienza. Concluso il presitito, Dalcin rientra alla Marca, dove però non trova spazio. Nell'estate del 2012 viene perciò ceduto al Venezia di cui diventa titolare, nel girone di ritorno, in seguito alla rescissione di Androni. Nonostante la retrocessione dei lagunari, Dalcin continua a militare in Serie A indossando la maglia del Real Rieti e, in seguito, del Montesilvano. Nell'estate del 2016 accetta di scendere di categoria per sposare l'ambizioso progetto dei siciliani del Maritime, con cui vince campionato e coppa sia di Serie B sia di Serie A2, conquistando la promozione nella massima serie. Nella stagione 2019-20 si accorda con l'Assoporto Melilli in Serie A2, mentre in quella seguente viene tesserato dalla Feldi Eboli in Serie A.

### Nazionale
In virtù di lontane origini venete, Dalcin ha acquisito la cittadinanza italiana iure sanguinis. Nel settembre del 2024 è stato convocato, per la prima volta, nella nazionale italiana.

## Palmarès

### Club
- Campionato italiano: 1

Feldi Eboli: 2022-23
- Supercoppa italiana: 1

2023
- Campionato di Serie A2: 1

Maritime: 2017-2018 (girone B)
- Coppa Italia di Serie A2: 1

Maritime: 2017-2018
- Campionato di Serie B: 1

Maritime: 2016-2017 (girone G)
- Coppa Italia di Serie B: 1

2016-2017